# N40 (België)
De N40 is een gewestweg in de Belgische provincies Henegouwen, Namen en Luxemburg. Deze weg vormt de verbinding tussen Bergen en Aarlen.
De totale lengte van de N40 bedraagt 176,1 km. Hiermee is de N40 de op een na langste nationale weg in België.

## Plaatsen langs de N40
- Bergen
- Spiennes
- Harmignies
- Givry
- Rouveroy
- Erquelinnes
- Solre-sur-Sambre
- Montignies-Saint-Christophe
- Beaumont
- Barbençon
- Boussu-lez-Walcourt
- Silenrieux
- Philippeville
- Villers-le-Gambon
- Doische
- Givet
- Fromelennes
- Dion
- Beauraing
- Pondrôme
- Wellin
- Halma
- Neupont
- Redu
- Transinne
- Libin
- Recogne
- Lamouline
- Neufchâteau
- Hamipré
- Léglise
- Rancimont
- Behême
- Anlier
- Habay
- Heinsch
- Freylange
- Aarlen

## Aftakkingen

### N40a
De N40a is een aftakking van de N40 bij de plaats Redu. De weg gaat vanaf de N40 naar het Euro Space Center voorbij Redu en kent een lengte van ongeveer 2,8 kilometer. De route gaat via Les Boucats, Rue de Saint-Hubert, Rue de la Prairie, Rue de la Cahoute en Place de l'Esa.

### N40b
De N40b is een aftakking van de N4 bij de plaats Lamouline. De route gaat over de Pommier Genon richting Sberchamps.

### N40c
De N40c is een verbindingsweg aan de oostkant van Philippeville. De weg verbindt de N40 met de N97 ten oosten van Philippeville. De N40 zelf sluit aan de westkant van Philippeville aan op de N97. De N40c heeft een lengte van ongeveer 250 meter.